# アジン精工
亜進精工（アジンせいこう）は韓国ソウル特別市衿川区に本社を置く鉄道模型メーカーである。かつてはブラスモデル（真鍮製鉄道模型）製造部門もあったが、現在はアジン・トレイン・モデル（Ajin Train Model、略称：ATM）として独立している。

## 概要
1978年に当時三弘社で働いていた従業員が独立して立ち上げ、主にアメリカのオーバーランド・モデルズの下請けでブラスモデルの製造技術を磨いた。コースティング・ギア等の新機軸を積極的に導入して生産技術を向上させ、プラスチックやダイキャストの鉄道模型製造、果ては写真現像用品の製造にも事業進出していった。
最盛期には日本、アメリカ、ヨーロッパ各国にOゲージ、HOゲージ、Nゲージの各種鉄道模型を輸出し、三弘社（サムホンサ）と共に韓国を代表するブラスモデル製造メーカーとして知られた。
しかし1998年のアジア通貨危機以降、韓国経済の状況変化によって生産効率が強く求められるようになった上、中国製のダイキャストやプラスチックの安価な鉄道模型が台頭によって、他の素材より生産性が劣るブラスモデルでは収益が見込み難くなった。2000年代になると韓国ウォンの為替レート悪化（ウォン高）で収益が更に減少し、一部事業の存続が難しくなった。
そのため、創業30年目の2008年にブラスモデル製造からの撤退を決定し、ブラスモデル製造部門をアジン・トレイン・モデル（ATM）として分離・独立させた。現在、ATMはアメリカのオーバーランド・モデルズや日本のムサシノモデル等に向けて、ブラスモデルの出荷を続けている。

## 歴史
- 1978年1月：創業
- 1979年10月：アメリカへ真鍮製ディーゼル機関車模型の輸出を開始
- 1986年2月：株式会社になる
- 1987年4月：天安（チョナン）工場建設（後の第3工場）
- 1989年5月：アメリカへ三線式鉄道模型（Oゲージ）の輸出を開始
- 1989年6月：日本へ真鍮製鉄道模型の輸出を開始
- 1991年10月：ヨーロッパへプラスチック製鉄道模型の輸出を開始
- 1992年9月：ダイキャスト製鉄道模型の輸出を開始
- 1992年11月：第2工場を大川（テチョン、現在の保寧市）に新設
- 1993年1月：写真現像用品に参入。
- 1995年11月：輸出功労賞を受賞
- 1997年3月：日本向けプラスチック製鉄道模型の輸出を開始
- 2008年7月：真鍮製鉄道模型の生産を中止
- 2008年8月：真鍮製鉄道模型部門がアジン・トレイン・モデル（ATM）として独立